# Josef Gangl
Josef Gangl (25. srpna 1868 Benešov nad Černou – 6. září 1916 Vídeň) byl herec a spisovatel. Proslul především jako šumavský básník.
Gangl žil ve Vídni ve velké chudobě. Jeho povídky a romány se zabývají tématy ze Šumavy. Nejvýznamnějším dílem je román Poslední strom, který popisuje úpadek selské rodiny.
Gangl byl pohřben v čestném hrobě v Baumgartner Friedhof (skupina 22, číslo 360). Připomíná jej pamětní deska na jeho bývalém domě na Schönbrunner Strasse ve Vídni-Meidlingu. V roce 1932 byla po něm pojmenována Josef-Gangl-Gasse ve Vídni-Hietzingu. V Benešově nad Černou má u říčky Černá památník.

## Dílo
- Geschichten aus dem Böhmerwald. Budweis 1895.
- Heirat und rasche Scheidung. 1899.
- Die ihn liebten und andere Erzählungen. Verlag J. Singer, Berlin 1908.
- Am Ende der Welt und andere Geschichten aus dem Böhmerwalde. Verlag J. Singer, Berlin 1907.
- Der letzte Baum. Roman. Habbel, Regensburg 1908. Neuauflage Ohetaler Verlag, Grafenau 2017.
- Und sie liebten sich doch. Verlag Habbel, Regensburg 1909.
- Die deutsche Himmelmutter. Roman, Verlag Habbel Regensburg 1909.
- Die Wunderflur und andere Geschichten. Verlag Habbel Regensburg 1912.
- Mein Berg. Verlag Hecht, München 1912.
- Mein Amsellied. Verlagsanstalt Dr. Ed. Rose, Neurode, Leipzig 1913.
- Markus der Tor. Roman. Verlag Habbel, Regensburg 1913.
- Mutters Bett. Verlag Hausen, Saarlouis 1916.
- Das Schwabenhaus im Buchenland. Verlag Hausen, Saarlouis 1916.
- Ein deutscher Sieg. Sammlung Kriegsnovellen, Gladbach 1916.
- Das Glück im Bettelsack. Hrsg. von Heinrich Mohr, Paulinus-Druckerei, Trier 1940.
- Der zertrümmerte Pflug. Hrsg. von Heinrich Mohr, Herder, Freiburg 1942.